# Seleucus (cráter)

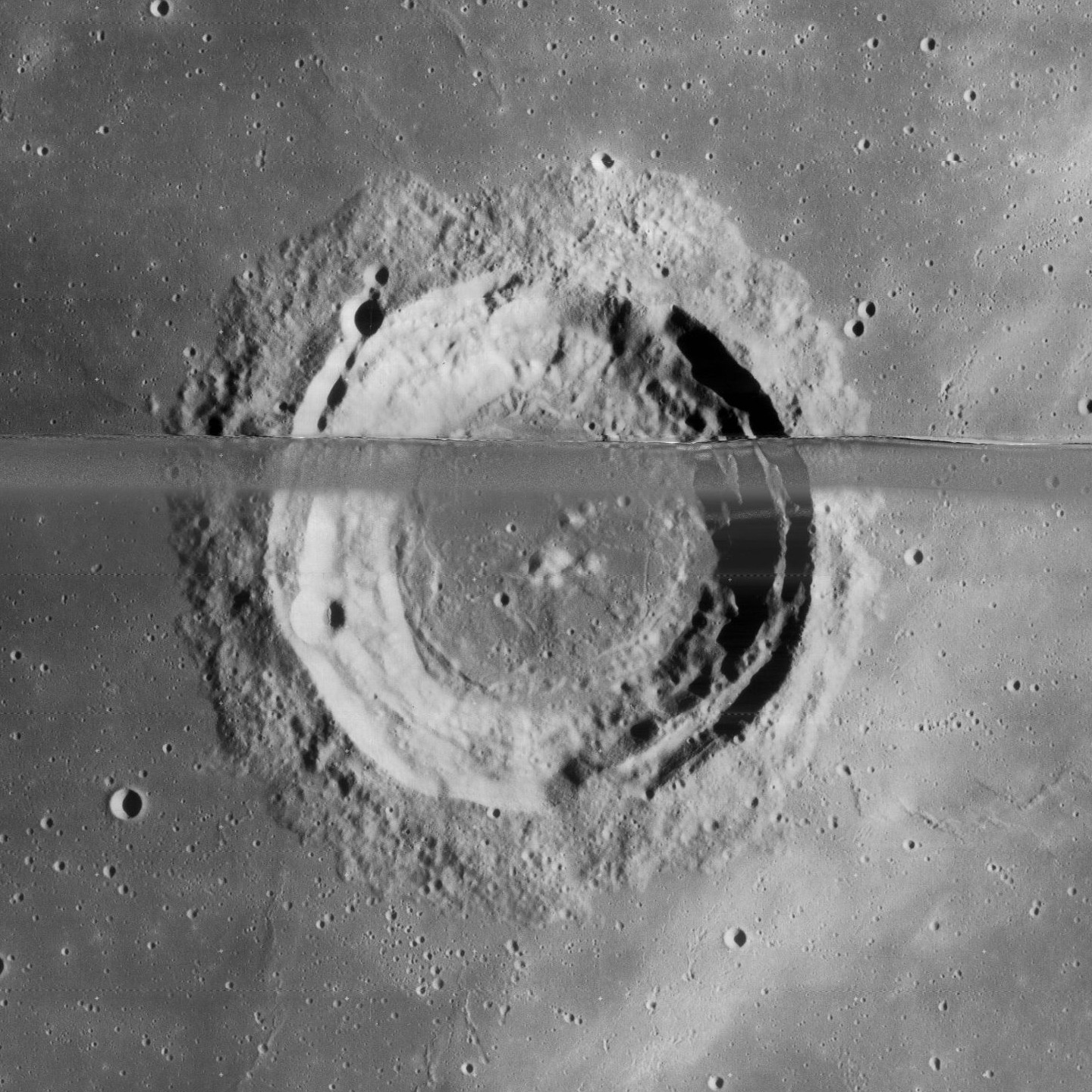
Imagen de la misión Lunar Orbiter 4
(banda gris en el original)

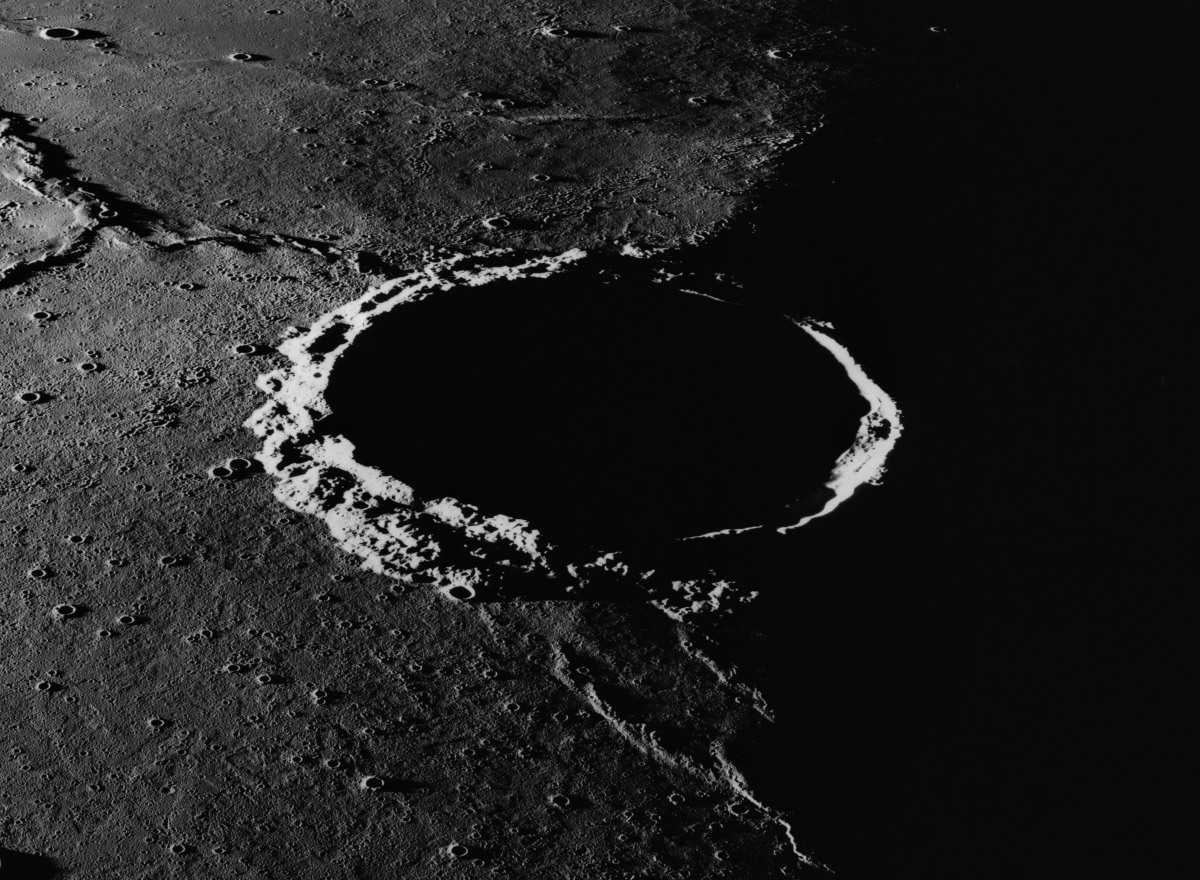
Vista oblicua mirando al sur desde el Apolo 15, con el paso del terminador a la salida del sol.

Seleucus es un cráter de impacto lunar localizado en la parte occidental del Oceanus Procellarum. Al oeste se encuentran los restos inundados de lava de la llanura amurallada del cráter Eddington. Al suroeste yace el cráter Krafft y al noroeste aparece Briggs.
|  |

El borde de Seleucus está bien formado, con un borde interior aterrazado y una ligera rampa exterior. El suelo es relativamente plano, con un pequeño pico central. Un sistema de marcas radiales brillantes del cráter Glushko, cerca de 500 km al sudoeste, roza el borde suroriental de Seleucus.
La estrechez del borde de Seleucus y el contacto abrupto entre su borde levantado y el mare que lo rodea demuestran que la inundación final del mare se produjo después de que se formó el cráter, por lo que la caldera del impacto es más antigua que los basaltos del mare, más jóvenes.
Aproximadamente 50 kilómetros al sureste de Seleuco, en el Oceanus Procellarum, se localiza el lugar de aterrizaje de la nave Soviética Luna 13.

## Cráteres satélite
Por convención estos elementos son identificados en los mapas lunares poniendo la letra en el lado del punto medio del cráter que está más cerca de Seleucus.
|          | \| Seleucus \| Coordenadas \| Diámetro \| \| -------- \| ----------------------------- \| -------- \| \| A \| 22°00′N 60°30′O / 22.0, -60.5 \| 6 km \| \| E \| 22°24′N 63°54′O / 22.4, -63.9 \| 4 km \| |          |
| Seleucus | Coordenadas | Diámetro |
| A        | 22°00′N 60°30′O / 22.0, -60.5 | 6 km     |
| E        | 22°24′N 63°54′O / 22.4, -63.9 | 4 km     |

## Referencias

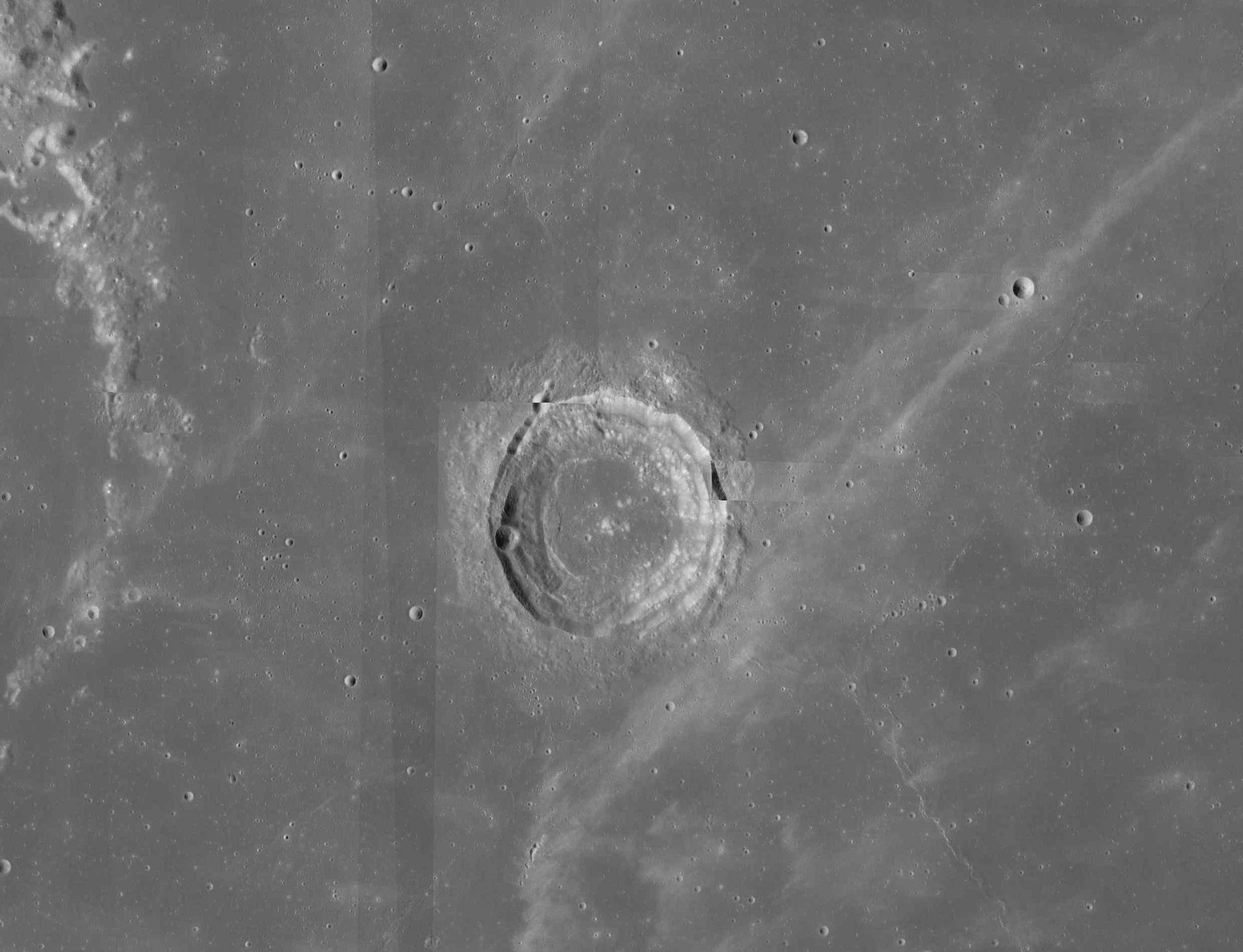
Fotografía de la misión Lunar Reconnaissance Orbiter